# Arroyo de la Palma
Arroyo de la Palma är en ort i Mexiko.   Den ligger i kommunen Hidalgotitlán och delstaten Veracruz, i den sydöstra delen av landet, 500 km öster om huvudstaden Mexico City. Arroyo de la Palma ligger 26 meter över havet och antalet invånare är 495.
Terrängen runt Arroyo de la Palma är mycket platt. Runt Arroyo de la Palma är det ganska glesbefolkat, med 29 invånare per kvadratkilometer. Närmaste större samhälle är Venustiano Carranza, 10,4 km nordväst om Arroyo de la Palma. Trakten runt Arroyo de la Palma består till största delen av jordbruksmark.